# Francisco González Ledesma

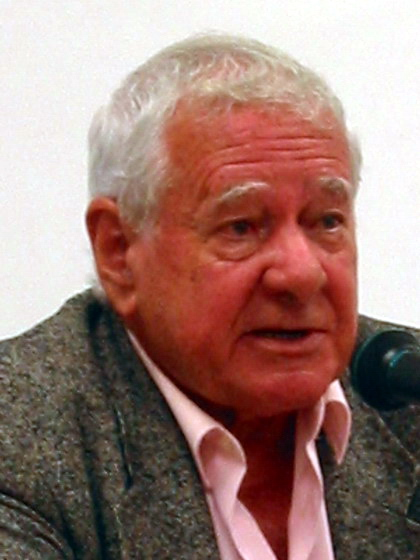
Francisco González Ledesma

Francisco González Ledesma (även känd under pseudonymen Enrique Moriel), född 17 mars 1927 i Barcelona, död 2 mars 2015 i Barcelona, var en spansk författare, journalist och advokat.
Vid 21 års ålder, 1948, belönades Ledesma med Internationella romanpriset, ett för tiden prestigefyllt litterärt pris i Spanien som delades ut av förlaget Plaza & Janes. Ledesma var ett av Spaniens största författarlöften, men verket censurerades av Francoregimen. Istället gavs boken ut i grannlandet Frankrike.
Efter utbildning till journalist blev Francisco González Ledesma chefredaktör på tidningen El Correo Catalan och senare La Vanguardia och förde en ständig kamp mot den sittande regimen. Bland annat var han med och grundade en illegal förening för demokratiska journalister, verkade för liberalare presslagar och publicerade samhällskritik under pseudonymen Silver Kane. Först vid demokratins intåg i landet 1977 kunde han, under eget namn, publicera Los Napoleones (The Napoleons), där han genom sammanflätade historier om ett dussin karaktärer med olika social status, berättar Barcelonas historia från 1934 fram till 1960-talet.

### Böcker publicerade under namnet Francisco González Ledesma (i urval)
- Sombras viejas(först publicerad 1948)
- Los Napoleones (1977)
- El expediente Barcelona (1983)
- Las calles de nuestros padres (1984)
- Tiempo de venganza (2004)

### Böcker publicerade under namnet Enrique Moriel
- La ciudad sin tiempo (Svensk titel: Staden utan tid)(2007)
- El candidato de Dios (2008)